# Maria Tymoczko
Maria Tymoczko (* 1943 in Cleveland, Ohio) ist eine aus der Slowakei stammende, US-amerikanische Sprach- und Übersetzungswissenschaftlerin. Sie lehrt als Universitätsprofessorin an der University of Massachusetts Amherst im Bereich Komparatistik.

## Biographie
Tymoczko wuchs in Cleveland, Ohio auf. Ihr Umfeld war stark durch Immigration geprägt, weshalb sie im Alter von 2½ Jahren schon 3 Sprachen beherrschte: Italienisch, Slowakisch und Englisch. Sie kam schon früh mit Translation in Berührung und gibt selbst an, dass ihre Kindheit einen starken Einfluss auf ihre Sichtweise auf Translation hat. Ihre theoretischen Ansätze lassen sich mit denen von Gideon Toury, Itamar Even-Zohar und André Lefevere in Verbindung bringen. Ihr Ehemann Thomas Tymoczko war Philosoph und ihr Sohn Dmitri Tymoczko ist Komponist und Musiktheoretiker.
Nach ihrer schulischen Ausbildung studierte Tymoczko an der Harvard University zunächst Biochemie, bis sie sich dann für Literaturen des Mittelalters entschied. 1965 erlangte sie den B.A., 1968 den M.A. und 1973 wurde sie mit einer Schrift über Personennamen im Ulster-Zyklus promoviert. Bis zu ihrem Doktorgrad blieb sie an der Harvard University und entschied sich auch weiterhin, einer akademischen Laufbahn zu folgen. 1974 begann sie ihre Arbeit an der University of Massachusetts Amherst, In den Folgejahren veröffentlichte sie eine Reihe von Büchern, darunter "The Irish Ulysses", und verschaffte sich so internationale Anerkennung. 2002 wurde sie eingeladen, jährlich Vorträge für die europäische Forschungsinstitution CETRA zu halten. Hier wurde sie auch zum CETRA-Professor ernannt.
Tymoczko forscht schwerpunktmäßig in den Bereichen Übersetzungswissenschaft, Hibernistik, keltischer Mittelalterliteratur sowie Postkolonialismus.

## Publikationen (Auswahl)
- Two Death Tales from the Ulster Cycle. Dolmen Press, Dublin 1981, ISBN 0-85105-342-4.
- The Irish Ulysses. University of California Press, Berkeley 1994, ISBN 0-520-20906-0.
- Translation in a Postcolonial Context. St. Jerome Publishing, Manchester 1999, ISBN 1-900650-16-9.
- Enlarging Translation, Empowering Translators. St. Jerome Publishing, Manchester 2007, ISBN 978-1-900650-66-3.
- Herausgabe von Translation and Power. mit Edwin Gentzler. University of Massachusetts Press, Amherst 2002, ISBN 1-55849-358-1.
- Herausgabe von Language and Tradition in Ireland. mit Collin Ireland. University of Massachusetts Press, Amherst 2003, ISBN 1-55849-426-X.
- Herausgabe von Translation, Resistance, Activism. mit Edwin Gentzler. University of Massachusetts Press, Amherst 2010, ISBN 978-1-55849-833-4.